# Алієніст (телесеріал)
«Алієніст» (англ. The Alienist) — американський історичний драматично-детективний телесеріал 2018 року, створений на основі однойменного роману американського письменника Калеба Карра. Прем'єра першого сезону з десяти епізодів відбулася 22 січня 2018 року. Другий сезон з восьми епізодів під назвою «Алієніст: Ангел темряви» випустили 19 липня 2020 року. Права на екранізацію придбав Netflix.

## Синопсис
1896 рік. У Нью-Йорку з'явилися психопати, які жорстоко розправляються з неповнолітніми та залишають на місцях злочинів розчленовані тіла жертв. Місцева поліція намагається зробити все можливе, щоб вийти на слід маніяків, але розслідування не дає жодних результатів.
Тоді газетний ілюстратор Джон Мур (Люк Еванс) разом з алієністом (психіатром) доктором Ласло Крайцлером (Даніель Брюль) та першою жінкою-поліціянткою Сарою Говард (Дакота Феннінг) розслідують серію жорстоких вбивств у Нью-Йорку.

## Акторський склад

### Основний склад
- Даніель Брюль — доктор Ласло Крайцлер[10]
- Люк Еванс — Джон Мур[10]
- Дакота Феннінґ — Сара Говард[11]
- Браян Ґераті[en] — Теодор Рузвельт[12]
- Роберт Віздом — Сайрус Монтроуз[13]
- Дуглас Сміт — Маркус Айзексон[14]
- Меттью Шир — Луціусе Айзексон[15]
- К'оріанка Кілчер — Мері Палмер'[13]
- Меттью Лінтц — Стів Таггерт[16]

### Другорядний склад
- Девід Вілмот[en] — капітан Коннор[17]
- Джексон Ґанн — Джозеф[18]
- Тед Левайн — Томас Бернс[14]
- Емануела Постаччіні — Флора[19].
- Майкл Мак-Елхеттон — доктор Маркоє
- Лара Пулвер — Карен Стреттон